# Caisse nationale militaire de sécurité sociale
 (janvier 2025).
 (août 2025).
La mise en forme du texte ne suit pas les recommandations de Wikipédia : il faut le « wikifier ».
Les points d'amélioration suivants sont les cas les plus fréquents. Le détail des points à revoir est peut-être précisé sur la page de discussion.
- Les titres sont pré-formatés par le logiciel. Ils ne sont ni en capitales, ni en gras.
- Le texte ne doit pas être écrit en capitales (les noms de famille non plus), ni en gras, ni en italique, ni en « petit »…
- Le gras n'est utilisé que pour surligner le titre de l'article dans l'introduction, une seule fois.
- L'italique est rarement utilisé : mots en langue étrangère, titres d'œuvres, noms de bateaux, etc.
- Les citations ne sont pas en italique mais en corps de texte normal. Elles sont entourées par des guillemets français : « et ».
- Les listes à puces sont à éviter, des paragraphes rédigés étant largement préférés. Les tableaux sont à réserver à la présentation de données structurées (résultats, etc.).
- Les appels de note de bas de page (petits chiffres en exposant, introduits par l'outil «  Source ») sont à placer entre la fin de phrase et le point final[comme ça].
- Les liens internes (vers d'autres articles de Wikipédia) sont à choisir avec parcimonie. Créez des liens vers des articles approfondissant le sujet. Les termes génériques sans rapport avec le sujet sont à éviter, ainsi que les répétitions de liens vers un même terme.
- Les liens externes sont à placer uniquement dans une section « Liens externes », à la fin de l'article. Ces liens sont à choisir avec parcimonie suivant les règles définies. Si un lien sert de source à l'article, son insertion dans le texte est à faire par les notes de bas de page.
- La présentation des références doit suivre les conventions bibliographiques. Il est recommandé d'utiliser les modèles {{Ouvrage}}, {{Chapitre}}, {{Article}}, {{Lien web}} et/ou {{Bibliographie}}. Le mode d'édition visuel peut mettre en forme automatiquement les références.
- Insérer une infobox (cadre d'informations à droite) n'est pas obligatoire pour parachever la mise en page.

Pour une aide détaillée, merci de consulter Aide:Wikification.
Si vous pensez que ces points ont été résolus, vous pouvez retirer ce bandeau et améliorer la mise en forme d'un autre article.
La Caisse nationale militaire de sécurité sociale (CNMSS) est un établissement public national à caractère administratif, institué par l’article L.713-19 du code de la sécurité sociale.
Depuis sa création en 1949, la CNMSS gère le régime particulier de sécurité sociale des militaires français. À ce titre, elle verse les prestations de l’assurance maladie-maternité à ses ressortissants, ainsi qu’aux professionnels et établissements de santé. La CNMSS a également pour missions principales l’action sanitaire et sociale ainsi que la prévention santé au bénéfice des militaires et de leur famille.

## Statut
Depuis la révision générale des politiques publiques (RGPP), et les décrets no 2009-1191 du 6 octobre 2009 et no 2010-82 du 21 janvier 2010, la CNMSS est placée sous la tutelle des ministères qui ont la charge du budget de l’État, la sécurité sociale et les forces armées.
En tant qu’EPA, la Caisse nationale militaire de sécurité sociale dispose de l’autonomie juridique ainsi que de l’autonomie financière, pour laquelle elle est soumise aux règles de la comptabilité publique.

## Histoire
Le 12 avril 1949, l’Assemblée nationale adopte après plus d'un an de débats la loi no 49-489 portant extension aux militaires du bénéfice de la sécurité sociale,. L'armée, grande oubliée de la réforme du 19 octobre 1945, ne dispose pas jusqu'alors d'une protection comparable à celle du régime général. Le Parlement choisit de ne pas intégrer les militaires dans ce dernier et, afin de tenir compte des fortes spécificités liées aux métiers d'armes, préfère le principe d'un régime particulier. La nécessité s'impose donc d'un opérateur de gestion dédié. L'article 7 de la loi du 12 avril 1949 crée à cet effet la Caisse nationale militaire de sécurité sociale.
Le conseil d'administration de la CNMSS se réunit pour la première fois le 8 octobre 1949. Il est présidé par le Contrôleur Général de l'Armée de 1re classe Jean-Baptiste Lachenaud. L'instance fait alors face à d'importantes difficultés : outre le manque de moyens humains et matériels, des milliers de dossiers en instance s'accumulent à la suite de retards dans la parution des décrets d'application.
Toutefois, épaulée par les ministères de tutelle, la première direction de la CNMSS réussit en peu de temps à faire fonctionner le régime militaire. Le directeur et son adjoint, l'Intendant Général Malbec et l'administrateur en chef Isaac, optent pour une organisation décentralisée, structurée en centres de paiement nationaux, inter-régionaux, régionaux et interarmées. Activé progressivement, entre 1949 et 1952, ce réseau s'étendra, dans sa configuration optimale, au-delà de la métropole avec des implantations à Alger, Tunis, Rabat, Baden-Baden et Innsbruck. Durant cette période, le siège social de la CNMSS est quant à lui situé à Paris.
Dès la fin des années 1950, le regroupement de ces centres s'impose comme perspective d'avenir. Préconisée par le conseil d'administration de la CNMSS, afin de réduire les coûts de gestion et d'améliorer la qualité de service, cette centralisation est également induite par l'évolution de l'organisation des armées durant les années 1960. Un plan de regroupement s'amorce à partir de 1966 avec le rattachement des centres de la Réunion et de la Martinique à Toulon, et la transformation de certains autres en antennes médico-administratives. Le 29 novembre 1969, à la demande du ministre de la Défense, le conseil d'administration décide le transfert sur Toulon de l'ensemble des services de la CNMSS dans un délai de 5 ans. Seuls les centres situés à Baden-Baden, Alger, Tunis et Rabat sont alors maintenus.
En 1974, la CNMSS installe son siège social à Toulon. L'établissement consolide sa nouvelle organisation grâce au réseau de ses antennes médico-administratives, essaimées sur l'ensemble du territoire métropolitain. La même année, le mode de financement du régime de sécurité sociale des militaires évolue. Financée depuis 1949 par les cotisations de ses ressortissants, ainsi que par la contribution d'État, la CNMSS est intégrée en 1974 dans le système de compensation inter-régimes.
En 1994, la CNMSS fait partie des membres d'origine de l'Union Nationale des Régimes Spéciaux (UNRS) avec la Caisse de prévoyance et de retraite du personnel de la SNCF (CPRPSNCF) et la Caisse autonome nationale de la sécurité sociale dans les mine (CANSSM). Constituée sous forme d’association régie par la loi de 1901, l'UNRS intègre le Groupement d’Intérêt Économique (GIE) SESAM-Vitale, afin de défendre les intérêts communs aux régimes particuliers, dans le cadre des importantes évolutions qui résultent de la mise en circulation de la carte Vitale.
En 1995, avec le déploiement du système SESAM-Vitale et le rôle croissant des systèmes d'information dans le traitement des remboursements, la CNMSS adopte les outils métier du régime général des salariés. Le régime militaire continue ainsi la transformation technologique entamée dès le début des années 1980, avec la généralisation des télétraitements, et poursuivie en 1991 avec le déploiement de la  micro-informatique sur chaque poste de travail. Cette transformation s'accentue encore les années suivantes avec, notamment, la mise en œuvre de la télétransmission vers les cliniques et l'inauguration du premier site internet de la CNMSS en 1999.
En 1996, par voie d'ordonnance, le gouvernement acte le transfert des ressources financières du régime militaire au sein de l'Agence centrale des organismes de sécurité sociale (ACOS) ainsi que l'intégration financière de la CNMSS au régime général de Sécurité Sociale.
Depuis 2002, la CNMSS signe avec ses ministères de tutelle des Conventions d’objectifs et de gestion pluriannuelles (COG) qui déterminent les objectifs et les actions du régime militaire dans ses grands domaines d’intervention. Grâce à l’élaboration et au suivi d’indicateurs, ces conventions orientent l’action des services et permettent de mesurer en permanence le degré d’atteinte des objectifs fixés avec l'État.
Depuis 2003, dans le cadre d’un partenariat conventionnel historique avec le Service de Santé des Armées (SSA), la CNMSS assure le rôle de caisse pivot des Hôpitaux d'Instruction des Armées (HIA), pour l’ensemble des régimes d’assurance maladie. Le régime militaire participe au financement des soins réalisés dans ces structures en versant dix allocations mensuelles, dont les montants sont définis par décrets. Le Service de Santé des Armées les répartit ensuite entre les hôpitaux d’instruction des armées.

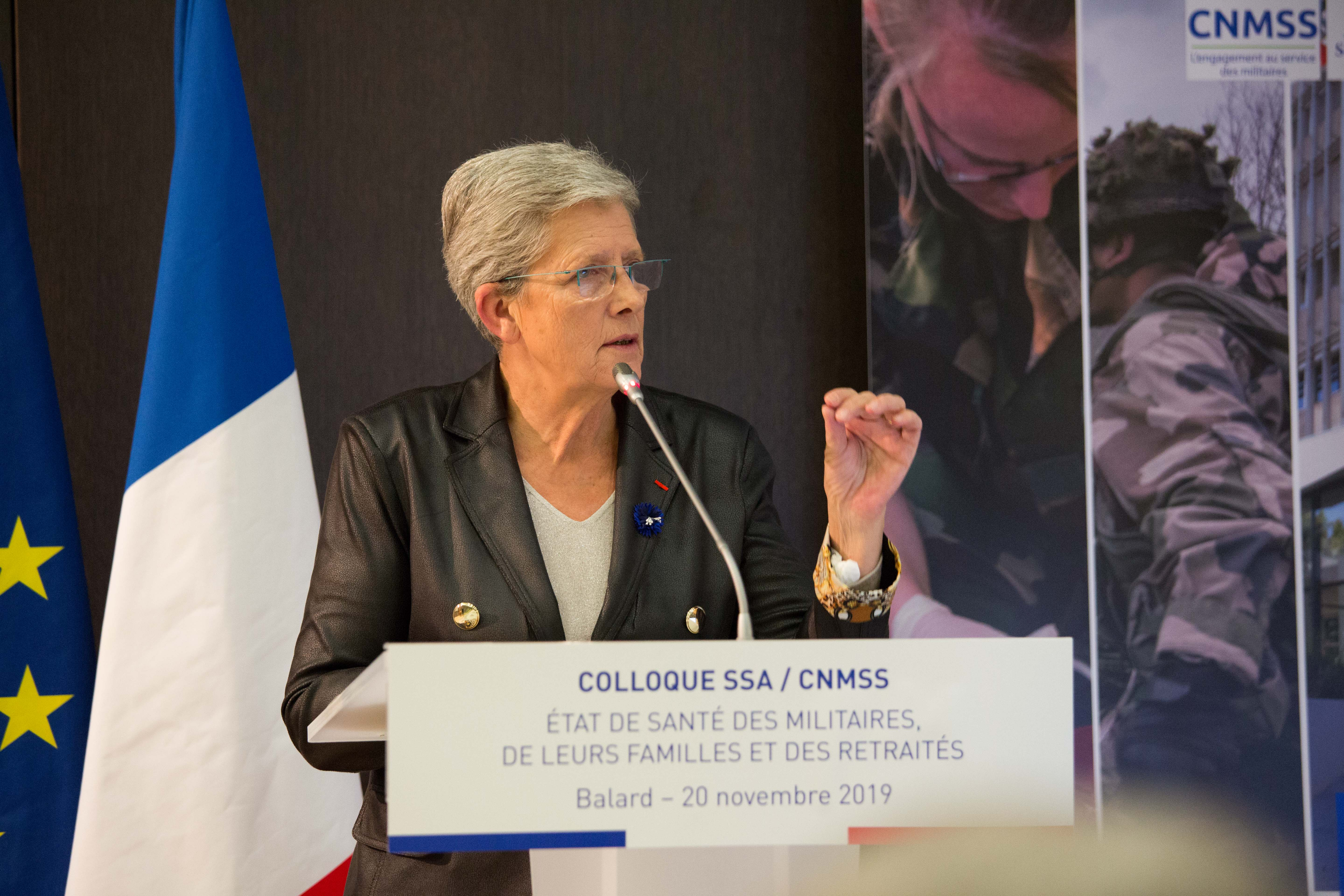
La secrétaire d'Etat auprès de la ministre des Armées, le 12 avril 2019, à l'Ecole Militaire de Paris - Colloque SSA/CNMSS, en présence des autorités militaires, de la directrice de la Sécurité Sociale, sous le haut patronage de la ministre des Armées.

Cette coopération entre le ministère chargé des Armées et le régime de sécurité sociale des militaires se renforce encore dans les années suivantes. D'abord en 2004, quand la CNMSS se voit confier, dans le cadre d'une convention bilatérale avec la Direction centrale du service de santé des armées (DCSSA), la gestion des dossiers de soins exécutés en milieu civil au profit des victimes d’une affection présumé imputable au service. Puis en 2010, à la suite de la dissolution des Directions interdépartementales des anciens combattants, lorsque l'établissement reprend, au nom et pour le compte de l’État, la  gestion des dossiers de soins dispensés aux bénéficiaires des articles  L.212-1 et L.213-1 du Code des pensions militaires d’invalidité et des victimes de guerre (CPMIVG).
Le 12 avril 2019, à l'occasion de ses 70 ans d'existence, la CNMSS organise un premier colloque à l'École militaire de Paris, sous le haut patronage de la ministre des Armées. Réunissant les principaux acteurs de la protection sociale des métiers d'armes, les hautes autorités militaires et la direction de la Sécurité Sociale, ce symposium permet de rappeler le rôle historique de la CNMSS dans la protection médico-sociale des militaires et de leur famille, et de dégager les enjeux majeurs ainsi que les perspectives pour le régime des forces armées.
Le 20 novembre 2019, un second colloque a lieu, organisé conjointement avec le Service de santé des Armées (SSA). Consacré à la santé et au besoin en prévention des militaires et de leur famille, l'évènement est l'occasion pour le SSA et la CNMSS de présenter les résultats de l'Enquête Nouvelle Génération (ENG), opération que les deux institutions ont initiée et conduite ensemble. L'Enquête Nouvelle Génération a ainsi permis d'interroger 5 000 militaires, 10 000 retraités militaires et 47 000 familles, afin de mieux connaitre leur état de santé physique et psychique, ainsi que leurs besoins en prévention.
Durant la pandémie de la COVID-19 et, notamment le premier confinement décrété en mars 2020, la CNMSS active son Plan de Continuité d'Activité (PCA) qui permet à l'établissement d'assurer l'ensemble de ses missions essentielles malgré la crise sanitaire.La même année, la sécurité sociale des militaires déploie une nouvelle politique d'action sanitaire et sociale. Alignée sur le plan famille du ministère des Armées, par ses engagements envers l'État pour les années 2019-2023, l'action sanitaire et sociale de la CNMSS prend alors en compte les évolutions de la réglementation de l'assurance-maladie et, plus particulièrement, la réforme du "100% santé", afin de développer son champ d'intervention en matière d'aides et de secours.

### Chronologie des présidents du Conseil d'administration de la CNMSS
1949 - 1960 Contrôleur Général de 1re classe Jean-Baptiste LACHENAUD
1960 - 1963 Général d'armée Clément BLANC
1963 - 1964 Général d'armée aérienne Paul STEHLIN
1964 - 1971 Général d'armée Fernand GAMBIEZ
1971 - 1980 M. Roland CADET, conseiller d’État 
1980 - 1984 Général d'armée aérienne François MAURIN, conseiller d’État 
1984 - 1996 M. Michel ROUGEVIN-BAVILLE, conseiller d’État 
1996 - 2002 M. Bernard STIRN, conseiller d’État
2002 - 2004 M. Olivier CHALLAN BELVAL, conseiller d’État
2004 - 2007 M. Jacques FAURE, conseiller d’État
2007 - 2010 M. Jean-François MARY, conseiller d’État
2010 - 2019 M. Jacques BARTHELÉMY, conseiller d’État
depuis 2019 Contrôleur Général des Armées, Jean-Paul BODIN, conseiller d'État en service extraordinaire

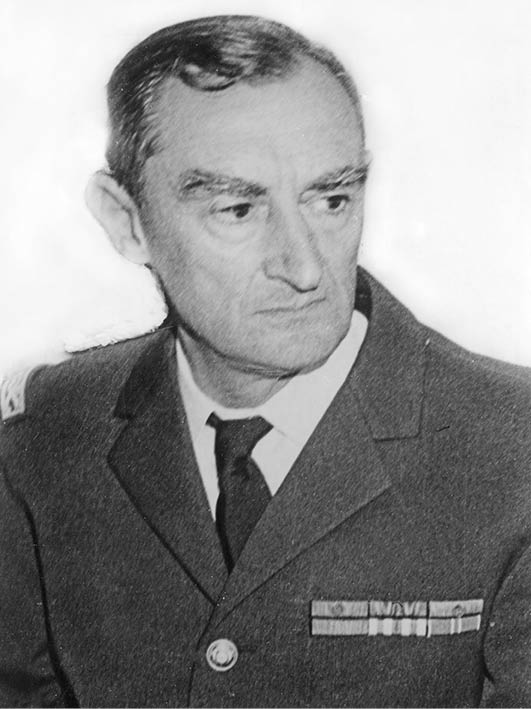
Henri-Jean Malbec, Intendant général, directeur de la CNMSS de 1949 à 1966.

### Chronologie des directeurs de la CNMSS
1949 - 1966 Intendant Général Henri MALBEC
1966 - 1971 Intendant Général Pierre AUBOUY
1971 - 1979 Contrôleur Général des Armées Louis HEIDT
1979 - 1984 Contrôleur Général des Armées Fernand DUCOS 
1984 - 1991 Contrôleur Général des Armées Jean LAPP
1991 - 1996 Contrôleur Général des Armées Gilles DANGEARD
1996 - 2002 Contrôleur Général des Armées Gilles CHEVALIER
2002 - 2007 Contrôleur Général des Armées Georges BURGER
2007 - 2012 M. Alain PASTOR, attaché principal d'administration
2013 - 2024 M. Thierry BARRANDON, administrateur général
depuis 2024 M. Renaud FERRAND, administrateur de l’État

## Missions

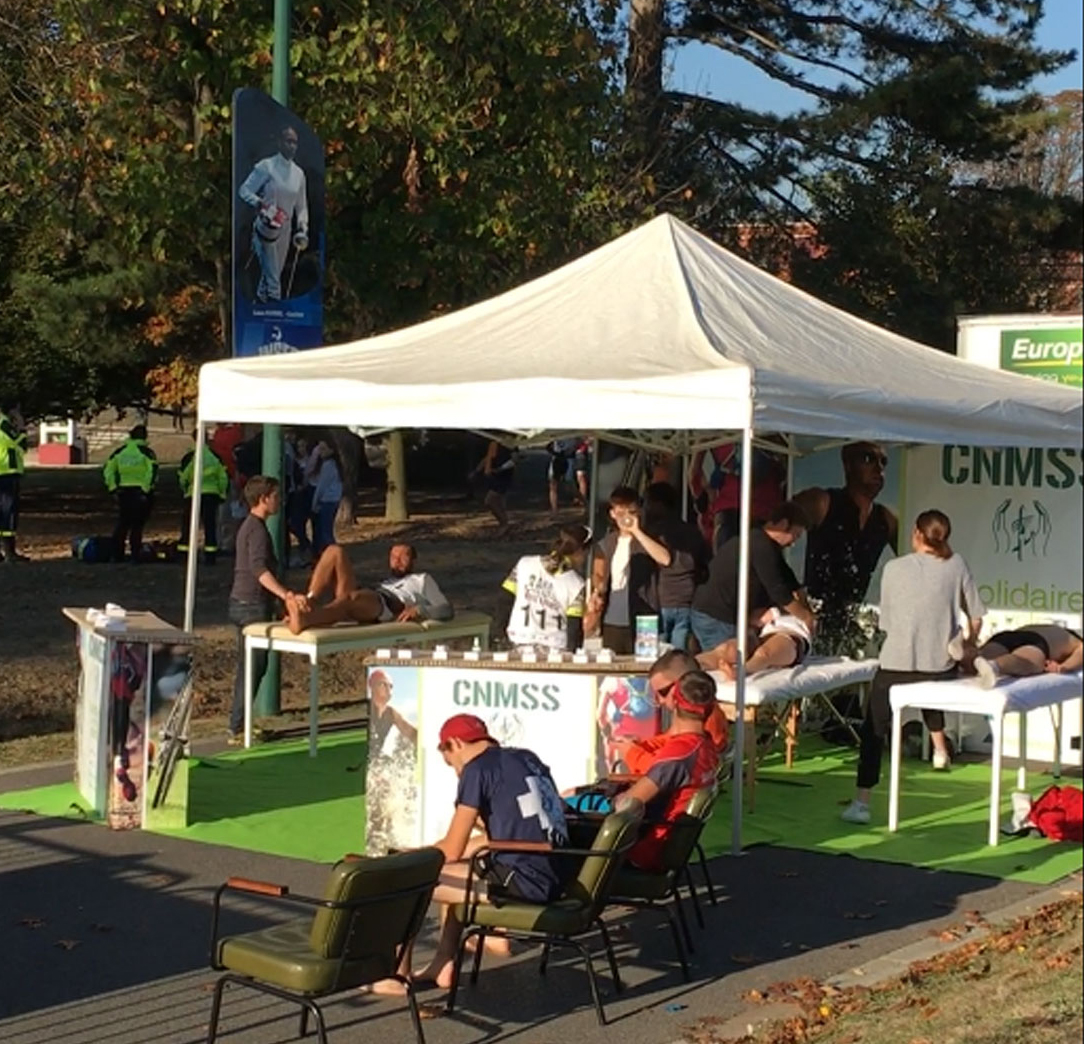
Prévention par le sport : stand CNMSS proposant des massages aux participants du Raid de la Voie Sacrée 2018

### Missions natives de la CNMSS
Ces missions sont :
- l'assurance maladie-maternité pour laquelle la CNMSS verse les prestations en nature aux militaires, à leurs ayants droit ainsi qu'aux professionnels et établissements de santé,
- la prévention pour laquelle la CNMSS propose des actions spécifiques, afin de contribuer à l'amélioration de l'état de santé de sa population protégée. Tout en tenant compte des particularismes de cette dernière, le régime militaire décline également sa politique de prévention en participant aux campagnes nationales et aux actions du régime général,
- l'action sanitaire et sociale pour laquelle la CNMSS verse des aides à domiciles et des secours financiers à ses ressortissants au titre de son action individuelle.

### Les missions déléguées par les ministères régaliens
Par délégation du ministère chargé des Armées, la CNMSS a pour mission :
- d'assurer le remboursement des dossiers de soins médicaux et d'appareillage des titulaires de pensions militaires d'invalidité (dispositions des articles L.212-1 et L.213-1du Code des pensions militaires d’invalidité et des victimes de guerre),
- d'assurer le remboursement des frais de soins réalisés en milieu civil au profit des militaires victimes de blessures ou de maladies présumées imputables au service (accidents de travail),
- de gérer les demandes d'aides déposées par les titulaires d'une pension militaire d'invalidité auprès de la commission des secours et des prestations complémentaires,
- de prendre en charge les prothèses nouvelle génération destinées à faciliter la réinsertion en milieu professionnel civil des militaires blessés en opération[CNMSS 23].

Depuis 2023, la CNMSS s'est également vu confier une nouvelle mission par le ministère chargé des Armées et par le ministère de l'Intérieur : le versement des prestations en espèces et de l'allocation rechute, dont elle assurait déjà le traitement médico-administratif. Les bénéficiaires de ces prestations et allocations sont d’anciens militaires, ou des militaires placés en congé de longue durée pour maladie sans solde.

## Organisation

### Conseil d'administration
Le conseil d'administration de la CNMSS est composé d'un nombre égal de représentants de l'État et de représentants des affiliés.
Depuis 1971, il est présidé par un conseiller d'État désigné par l'assemblée générale des conseillers d'État.

### Organisation générale
Nommé par décret du président de la République, le directeur de la CNMSS est assisté dans sa gouvernance par deux directeurs adjoints, ainsi que par un chef de cabinet. La direction générale se complète :
- d'une délégation à la prospective, à la performance et au pilotage,
- des chargés de mission de la fonction qualité de vie au travail (QVT),
- de la fonction de responsable de la sécurité des systèmes d’information (RSSI),
- de la fonction de conciliation,
- de la fonction CNIL.

Les services de la CNMSS sont organisés en plusieurs départements. Ceux-ci se partagent la gestion des missions natives de l'établissement, de ses missions déléguées ainsi que les missions relevant du soutien aux métiers.

### Sources primaires (CNMSS)
1. ↑  CNMSS, « Convention d'Objectifs et de Gestion 2019-2023 », sur cnmss.fr, 2019 (consulté le 27 décembre 2020), p. 8.
2. ↑  CNMSS, « Rapport d'activité 2019 », sur cnmss.fr, 2019 (consulté le 27 décembre 2020), p. 6.
3. ↑  CNMSS, « Plaquette historique 1949-2015 », sur cnmss.fr, 2015 (consulté le 30 décembre 2020), p. 18.
4. ↑  CNMSS, « Nos moyens : Budget », sur cnmss.fr (consulté le 1er aout 2022).
5. 1 2  CNMSS, « Plaquette historique1949-2015 », sur cnmss.fr, 2015 (consulté le 11 janvier 2021), p. 7.
6. ↑  CNMSS, « Plaquette historique 1949-2015 », sur cnmss.fr, 2015 (consulté le 11 janvier 2021), p. 6.
7. 1 2  CNMSS, « Plaquette historique 1949-2015 », sur cnmss.fr, 2015 (consulté le 11 janvier 2021), p. 8.
8. ↑  CNMSS, « Plaquette historique 1949-2015 », sur cnmss.fr, 2015 (consulté le 11 janvier 2021), p. 10.
9. ↑  CNMSS, « Plaquette historique 1949-2015 », sur cnmss.fr, 2015 (consulté le 11 janvier 2021), p. 12-13.
10. ↑  CNMSS, « "Plaquette historique 1949-2015" », sur cnmss.fr, 2015 (consulté le 19 février 2021), p. 13,15,16.
11. ↑  CNMSS, « Plaquette historique 1949-2015 », sur cnmss.fr (consulté le 19 février 2021), p. 14.
12. ↑  CNMSS, « Plaquette historique 1949-2015 », sur cnmss.fr (consulté le 30 mars 2021), p. 17.
13. ↑  CNMSS, « Plaquette historique 1949-2015 », sur cnmss.fr (consulté le 30 mars 2021), p. 17, 22.
14. ↑  CNMSS, « Plaquette historique 1949-2015 », sur cnmss.fr, 2015 (consulté le 14 août 2024)
15. ↑  CNMSS, « Programme Colloque ENG », sur cnmss.fr (consulté le 15 avril 2021).
16. ↑  CNMSS, « Rapport d'activité 2020 », sur cnmss.fr (consulté le 2 août 2022), p. 11.
17. ↑  CNMSS, « Convention d'Objectifs et de Gestion 2019-2023 » (consulté le 2 août 2022), p. 16.
18. ↑  CNMSS, « Rapport d'activité 2020 », p. 13.
19. 1 2  CNMSS, « Plaquette historique 1949-2015 », sur cnmss.fr (consulté le 19 avril 2021), p. 27.
20. ↑  CNMSS, « Rapport d'activité 2019 », sur cnmss.fr (consulté le 19 avril 2021), p. 2.
21. ↑  CNMSS, « "Renaud Ferrand est nommé directeur de la CNMSS" », sur cnmss.fr, juin 2024 (consulté le 14 aout 2024)
22. ↑  CNMSS, « Nos missions », sur cnmss.fr, juin 2022 (consulté le 1er aout 2022).
23. ↑  CNMSS, « Rapport d'activité 2019 », sur cnmss.fr (consulté le 30 mars 2021), p. 7.
24. ↑  CNMSS, « Une nouvelle mission confiée par les ministères », sur cnmss.fr, 6 avril 2023 (consulté le 19 juin 2023).
25. ↑  CNMSS, « Plaquette historique 1949-2015 », sur cnmss.fr (consulté le 14 avril 2021), p. 7.
26. ↑  CNMSS, « Schéma général d'organisation de la CNMSS », sur cnmss.fr (consulté le 14 avril 2021).